# Santo contra los jinetes del terror
Santo contra los jinetes del terror és una pel·lícula mexicana de 1970 dirigida per René Cardona. Forma part de la sèrie Santo, el enmascarado de plata.

## Argument
El Santo és contractat a l'Oest dels Estats Units per tal de perseguir uns leprosos que s'han escapat del seu lloc d'internament per unir-se a uns delinqüents.

## Repartiment
- El Santo : Santo
- Armando Silvestre
- Julio Aldama
- Mary Montiel
- Gregorio Casal
- Ivonne Govea
- Carlos Agostí
- Carlos Suárez
- Nathanael León
- Gloria Chávez
- Rubén Márquez
- René Barrera
- Margarito Luna
- Victorio Blanco